# Municipio de Sherwood
El municipio de Sherwood (en inglés: Sherwood Township) es un municipio ubicado en el condado de Branch en el estado estadounidense de Míchigan. En el año 2010 tenía una población de 2094 habitantes y una densidad poblacional de 22,37 personas por km².

## Geografía
El municipio de Sherwood se encuentra ubicado en las coordenadas 42°2′18″N 85°13′20″O / 42.03833, -85.22222. Según la Oficina del Censo de los Estados Unidos, el municipio tiene una superficie total de 93.62 km², de la cual 89,73 km² corresponden a tierra firme y (4,16 %) 3,89 km² es agua.

## Demografía
Según el censo de 2010, había 2094 personas residiendo en el municipio de Sherwood. La densidad de población era de 22,37 hab./km². De los 2094 habitantes, el municipio de Sherwood estaba compuesto por el 96,99 % blancos, el 0,33 % eran afroamericanos, el 1 % eran amerindios, el 0,14 % eran asiáticos, el 0,14 % eran de otras razas y el 1,38 % eran de una mezcla de razas. Del total de la población el 0,96 % eran hispanos o latinos de cualquier raza.